# Images and Words
Images and Words là album phòng thu thứ hai của Dream Theater, ban nhạc progressive metal của Mỹ, phát hành năm 1992. Album được ghi âm vào cuối năm 1991 tại BearTracks Studios tại Suffern, New York. Album lần đầu tiên có sự góp mặt của James LaBrie ở vị trí vocal. Cho tới nay, đây vẫn là album thành công nhất về mặt thị trường, và ca khúc "Pull me under" cũng là ca khúc duy nhất của ban nhạc lọt vào top 10. Mới đây, ca khúc này cũng giành được thêm thành công khi xuất hiện trong video game Guitar Hero World Tour. Album được toàn thể ủng hộ và nhiều nhà phê bình và fans nhắc đến album này như 1 bước ngoặt của thể loại progressive metal. Dù không có ca khúc nào cùng tên với tên album, cụm từ Images and Words xuất hiện trong ca khúc "Wait for Sleep".

## Lịch sử
Sau khi Charlie Dominici rời khỏi ban nhạc, ban nhạc đã thử giọng gần 200 người trên khắo đất nước trước khi James LaBrie gửi cho ban nhạc một bản thử giọng. LaBrie trước đây là thành viên ban nhạc Winter Rose, 1 ban nhạc glam metal của Canada, nhưng anh đã nhìn thấy tiềm năng của DT, và quyết định thử giọng. Sau 1 buổi thu âm ngắn, ban nhạc quyết định chọn James làm ca sĩ chính, và cho tới thời điểm này, anh vẫn là ca sĩ chính của ban nhạc.
Với LaBrie trong đội hình, ban nhạc đã ký hợp đồng 7 album với hãng Atco Records, và bắt đầu thu album mới ngay sau đó. Đĩa đơn đầu tay, "Pull Me Under", đã giành được thành công đáng kể trên thị trường với việc lên sóng trên MTV và radio, đưa họ vào top 10 trên radio. Khi album được phát hành, doanh số bán ra rất ổn định, với sự giúp sức của các tuor diễn trên khắp thế giới.
Trong tour lưu diễn châu Âu mang tên "Chaos in Motion" kỷ niệm 15 năm phát hành album, album đã được DT chơi toàn bộ trong một vài dịp.

## Đón nhận
Images and Words nhà phê bình âm nhạc Piero Scaruffi xếp album này ở vị trí thứ 8, ngay sau album Demanufacture của Fear Factory và trước album Roots của Sepultura, trong bảng phân loại album metal hay nhất mọi thời đại của ông. Ca khúc "Under a Glass Moon" nhận vị trí thứ 98 trong danh sách những đoạn solo guitar hay nhất của tạp chí Guitar World. Tháng 10 năm 2001, Images and Words xếp hạng 7 trong top 10 album guitar của năm 1992 của tạp chí Guitar World. Nhà phê bình Murat Batmaz của Sea of Tranquility khen ngợi album vì những ảnh hưởng mạnh mẽ của nó tới thể loại progressive metal và gọi album này là 1 viên gạch nền móng.